# Episodi di Emergence
La prima stagione della serie televisiva Emergence, è stata trasmessa negli Stati Uniti da ABC dal 24 settembre 2019 al 28 gennaio 2020.
In Italia, la stagione è andata in onda in prima visione sul canale satellitare Fox dal 6 gennaio al 2 marzo 2020.
| nº | Titolo originale                | Titolo italiano                         | Prima TV USA      | Prima TV Italia  |
| -- | ------------------------------- | --------------------------------------- | ----------------- | ---------------- |
| 1  | Pilot                           | Piper                                   | 24 settembre 2019 | 6 gennaio 2020   |
| 2  | Camera Wheelbarrow Tiger Pillow | Fotocamera carriola tigre cuscino       | 1º ottobre 2019   | 6 gennaio 2020   |
| 3  | 2 MG CU BID                     | 2 Mg Cu Bid                             | 8 ottobre 2019    | 13 gennaio 2020  |
| 4  | No Outlet                       | Nessuna via d'uscita                    | 15 ottobre 2019   | 13 gennaio 2020  |
| 5  | RDZ9021                         | RDZ9021                                 | 29 ottobre 2019   | 20 gennaio 2020  |
| 6  | Mile Marker 14                  | Miglio quattordici                      | 5 novembre 2019   | 20 gennaio 2020  |
| 7  | Fatal Exception                 | Fatal Exception                         | 19 novembre 2019  | 27 gennaio 2020  |
| 8  | American Chestnut               | Castagno americano                      | 26 novembre 2019  | 3 febbraio 2020  |
| 9  | Where You Belong                | Dove tu appartieni                      | 10 dicembre 2019  | 10 febbraio 2020 |
| 10 | 15 Years                        | Quindici anni                           | 7 gennaio 2020    | 17 febbraio 2020 |
| 11 | Applied Sciences                | Scienze applicate                       | 14 gennaio 2020   | 24 febbraio 2020 |
| 12 | Killshot Pt. 1 & 2              | Colpo di grazia (prima e seconda parte) | 21 gennaio 2020   | 2 marzo 2020     |
| 13 | Killshot Pt. 1 & 2              | Colpo di grazia (prima e seconda parte) | 28 gennaio 2020   | 2 marzo 2020     |